# 肖凯·莫索曼
肖凯·莫索曼（Shaoquett Moselmane，1965年—）是一名澳大利亞澳洲工黨成員（2020年6月黨籍被凍結）。
莫索曼出生於黎巴嫩，12歲隨父母以及10名兄弟姐妹移居澳洲。2009年12月，莫索曼擔任澳洲新南威爾斯立法局議員。此外莫索曼還擔任過華東師範大學澳大利亞研究中心客席教授和澳洲中華經貿文化交流促進會副主席。
肖凯·莫索曼被認為立場親中華人民共和國，亦有一些反對西方價值的言論，自當選以來9次訪華，交通與招待費都由中國政府機關官員埋單。在2019冠狀病毒病疫情爆發後，莫索曼又曾公開讚揚中国在防疫方面的表現。
2020年6月，澳大利亞聯邦警察突擊莫索曼位於悉尼南區羅克代爾的寓所，以調查他涉嫌被中共滲透的證據。工黨之後凍結了他的黨籍。